# Forte Corno
Il forte Corno (in tedesco: Werk Corno) è una fortezza austro-ungarica. Il forte appartiene allo "Sbarramento di Lardaro" del "Subrayon III" del grande sistema di fortificazioni austriache al confine italiano.

## Storia

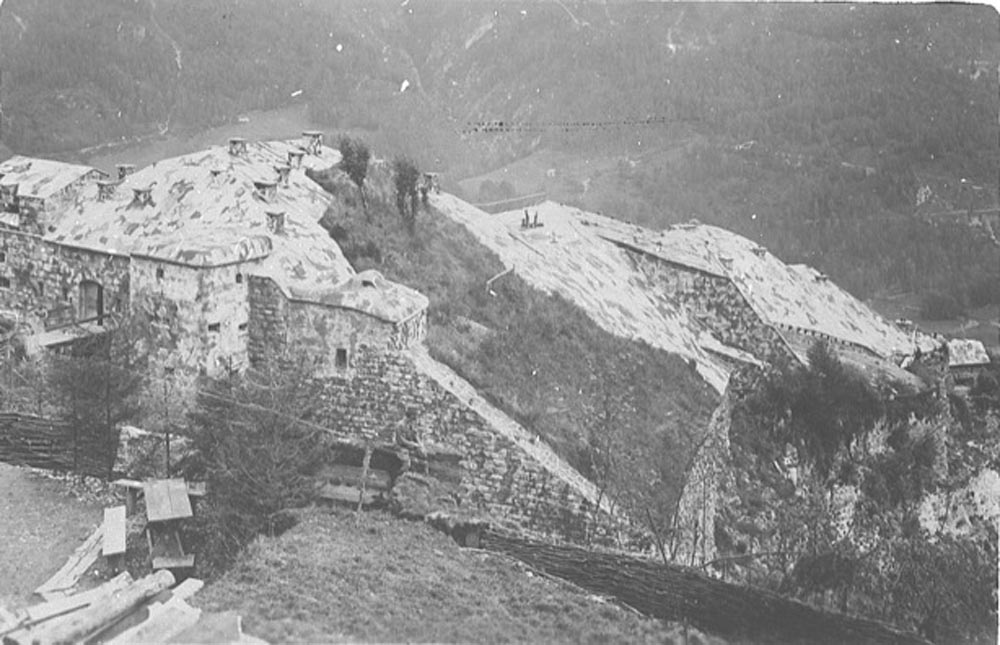
Immagine del forte nel 1914

La fortezza fu costruita negli anni dal 1890 al 1892 secondo lo stile di Vogl, è situata in valle del Chiese, nel Trentino sud occidentale nel comune catastale di Praso (ora frazione di Valdaone). Lo scopo dello sbarramento fortificato di Lardaro era quello di impedire un'eventuale avanzata del Regio esercito italiano nella regione del Tirolo. Il forte controllava dall'alto la Val Giudicarie agendo da tenaglia con il forte Cariola costruito sul versante opposto della valle (di cui oggi ne rimane solamente un rudere).
Il forte ha una volumetria di 18.000 metri cubi, 53 vani e si sviluppa su sei livelli seguendo l'orografia ed il profilo dello sperone roccioso sul quale e costruito.
Durante la seconda guerra mondiale il forte fu utilizzato come postazione per mitragliatrici.
Nel 2007 il comune di Praso, impiegando 1,5 milioni di euro, ha provveduto al restauro conservativo del manufatto, che è tra i più significativi esempi dell'architettura militare dei fine Ottocento.

## Armamento
Il forte era armato con sei cannoni tipo M/80 su affusto da fortezza e tre obici per tiri ravvicinati. Era quindi dotato di cupole girevoli di acciaio e di corazze per cannoni in seguito asportate.
Fu disarmato ancora prima dello scoppio della prima guerra mondiale in quanto obsoleto e superato e l'armamento fu trasferito in caverna presso la località Peschiera, nome della montagna soprastante al forte.